# هينوثية

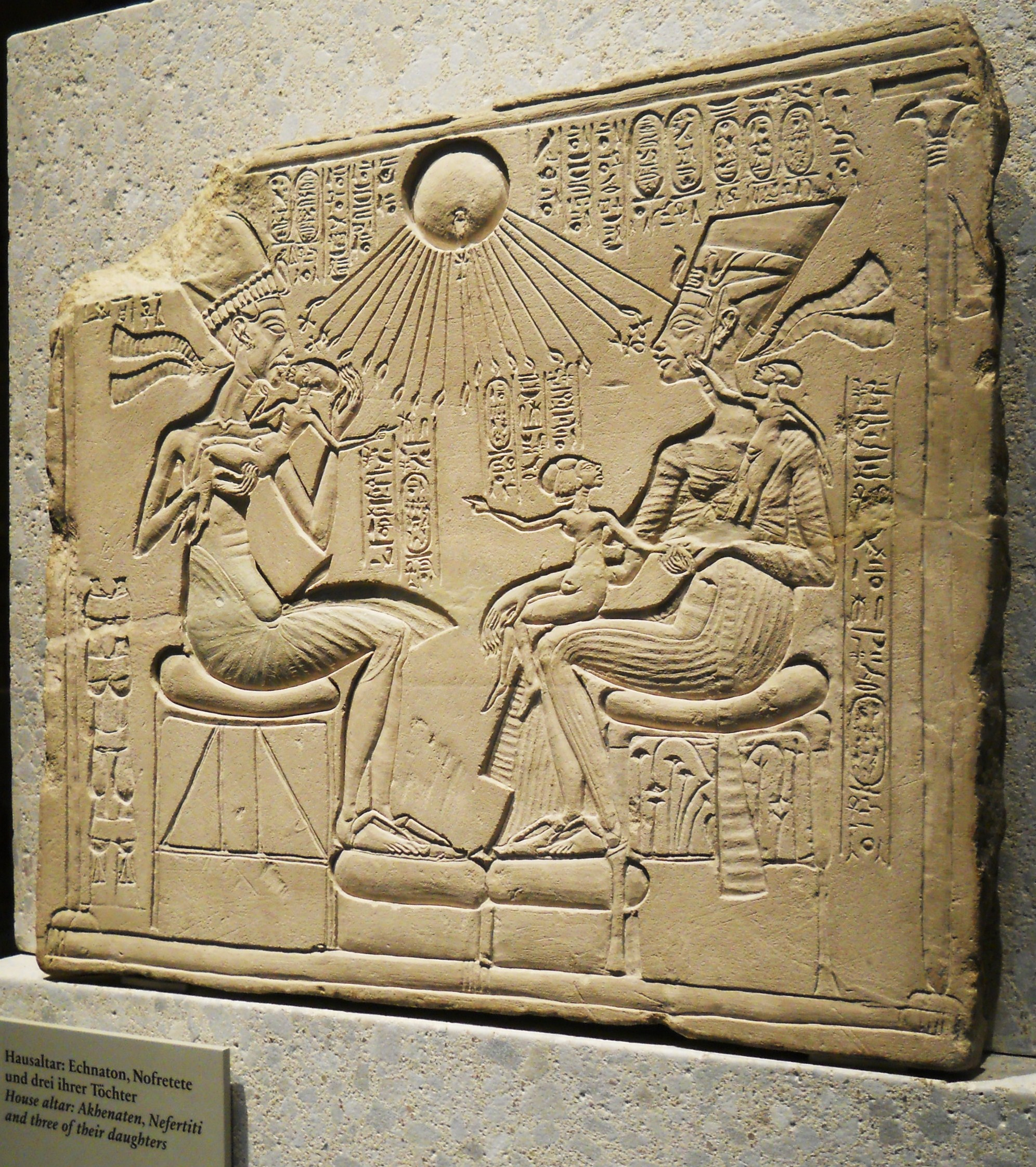

الهينوثية أو الوحدانية المشوبة (باليونانية: εἷς θεός وتعني «لإله واحد»)، هي عبادة إله واحد أساسي، دون إنكار وجود أو احتمالية وجود آلهة أخرى أدنى منه. صاغ فريدريك شيلن (1775-1854) هذا المصطلح، ثم استخدمه فريدريك فيلكر (1784-1868) لتصوير الوحدانية البدائية في أوساط الإغريق القدماء.
وسع عالم فقه اللغة والمستشرق الألماني ماكس مولر (1823-1900) نطاق استخدام هذا المصطلح في دراسته عن الديانات الهندية، ولا سيما الهندوسية التي تذكر نصوصها المقدسة العديد من الآلهة وتمجدهم، كما لو كانت هذه الآلهة جوهرًا إلهيًا وحدويًا واحدًا. اعتمد مولر على هذا المصطلح في نقده لللاهوتية الغربية والاستثنائية الدينية (القريبة من الأديان الشرقية)، إذ ركز على الدوغماتية الثقافية التي اعتبرت «الوحدانية» واضحة المعالم في جوهرها ومتفوقةً على المفاهيم المختلفة حول الله بطبيعتها.

## الزرادشتية
يُعتبر أهورامزدا الإله الأعلى في الزرادشتية، لكن الزرادشتيون لا ينكرون وجود آلهة أخرى. يمتلك أهورامزدا ما يُسمى بالايزدان (القوى الخيرة)، بما في ذلك أناهيتا وساروشا وميثرا وراشنو وتريترزي. قدم ريتشارد فولتس أدلةً على عبادة الإيرانيين لهذه الشخصيات في عصر ما قبل الإسلام، ولا سيما ميثرا وأناهيتا. يعتقد برودوس اوكتور سكغايرفو أن الزرادشتية هينوثية، إذ يقول إنها «دين ثنائي وتعددي، لكنه ينطوي على إله أعلى واحد، وهو أب الكون المنظم». ينظر بعض الباحثون الآخرون إلى هذا الأمر باعتباره مبهمًا، إذ تقدم النصوص التاريخية صورةً متضاربةً عن الإيمان الزرادشتي «بإله واحد، أو إلهين، أو إله واحد متفوق على آلهة أخرى».

## الهندوسية
استخدم بعض الباحثين مثل ماكس مولر مصطلح الهينوثية للإشارة إلى لاهوت الديانة الفيدية. أشار مولر إلى ترانيم ريجفدا التي تُعتبر بمثابة أقدم كتاب هندوسي مقدس، إذ ذكرت هذه الترانيم عددًا من الآلهة ومجدتهم على التوالي بصفتهم «الإله الأسمى الواحد الموحد» بدلًا من اعتبارهم «الإلهة السامية الواحدة». وبالتالي، يثبت هذا الأمر الجوهر الوحدوي للآلهة (إيكام)، ويؤكد على أن هذه الآلهة ليست سوى مظاهر تعددية لمفهوم الإله (الله) ذاته.
أشارت جانين فاولر إلى تصور العصر الفيدي للإله أو الواحد باعتباره تصورًا أكثر تجردًا من مفهوم الإله التوحيدي، فهو الحقيقة التي تختبأ خلف الكون العجيب. تصف الترانيم الفيدية الإله على أنه «مبدأ مطلق، لا حدود له، ولا يمكن وصفه». وبالتالي، يمكن وصف الإله الفيدي بأنه أقرب لما يُسمى بوحدة الموجود وليس الهينوثية. ظهرت التكهنات الثيوصوفية في أواخر العصر الفيدي وبدايات العصر الأوبنشادي (~ 800 قبل الميلاد)، إذ طورت هذه التكهنات المفاهيم التي أسماها بعض الباحثون باللاثنائية أو الأحادية، بينما اعتبرها البعض الآخر شكلًا من أشكال التوحيد أو الواحدية. بالإضافة إلى الترانيم الهينوثانية الموجودة في ريجفدا، تحتوي هذه الترانيم في القسم الأخير منها على أمثلة أخرى على التشكيك في مفهوم الله، مثل ناساديا سوكتا (ترنيمة الخلق). تدعو الهندوسية المفهوم الميتافيزيقي المطلق باسم براهمان، إذ ينطوي هذا المفهوم على الواقع المتعالي والواقع المحايث. تصف المدارس الفكرية المختلفة مفهوم براهمان على أنه شخصي أو غير شخصي أو عبر شخصي، بينما يصفه إيشوار شاندرا شارما بأنه «الحقيقة المطلقة، التي تتجاوز كل ثنائيات الوجود والعدم، والنور والظلام، والزمان والمكان والسبب».

## الديانة الهلنستية
تبنت الديانات اليونانية والرومانية الإيمان بتعددية الآلهة خلال نشأتها، في حين بدأت العديد من المفاهيم المختلفة بالظهور خلال الفترة الكلاسيكية تحت تأثير الفلسفة. اعُتبر زيوس (أو جوبيتير) في الكثير من الأحيان بمثابة الملك والأب الأعلى والأقوى والأسمى للآلهة الأولمبية. تقول ماياستينا كالوس: «انتشر التوحيد في أوساط المثقفين في أواخر العصور القديمة» و«فُسر وجود العديد من الآلهة من خلال اعتبارها جوانب أو جزيئات أو ألقاب لإله واحد أعلى». قال ماكسيموس تيريوس (القرن الثاني الميلادي): «في منافسة قوية أو فتنة أو خلاف كهذا، سترى قانونًا وتأكيدًا واحدًا في كل الأرض، وهو وجود إله واحد، ملكًا وأبًا لكل شيء، ووجود العديد من الآلهة، أي أبناء الله الذين يحكمون معه». 
أشار الفيلسوف الأفلاطوني الحديث أفلوطين إلى وجود «الواحد» فوق جميع آلهة الإيمان التقليدي، أما النحوي ماكسيموس من مادوروس المؤمن بتعددية الآلهة فأشار إلى أنه ما من أحد ينكر وجود الله الأسمى سوى المجنون.

## الديانة الكنعانية واليهودية المبكرة
تُعتبر اليهودية الحاخامية التي تطورت في العصور القديمة المتأخرة توحيديةً بشكل قاطع، إلا أن سابقتها -أي المدارس المختلفة لليهودية الهلنستية والهيكل اليهودي الثاني، ولا سيما عقيدة يهوه التي انتشرت في مملكتي إسرائيل ويهوذا القديمتين خلال القرنين الثامن والسابع قبل الميلاد- فوُصفت بأنها هينوثية.
على سبيل المثال، عبد الموآبيون الإله كموش بينما عبد الإدوميون الإله قوس، وكان كلا الإلهين جزءًا من مجمع آلهة الكنعانيين بقيادة الإله الأسمى أيل. ضم مجمع الآلهة الكنعانيين الإله أيل والإلهة عشيره بوصفهما الإلهين الأسميين، بالإضافة إلى أبنائهم السبعين الذين اعتُقد أنهم يحكمون كل أمم الأرض، إذ عُبد كل منهم في منطقة معينة. يقول كيرت نول: «جاء في الكتاب المقدس أن يهوه إله إسرائيل الأصلي الذي [عاش] في الجنوب أو في أرض أدوم هو أيل شداي».
تشير العديد من القصص التوراتية إلى الاعتقاد الذي ساد حول وجود الآلهة الكنعانية والسلطة الكبرى التي امتلكتها في الأراضي من خلال الناس الذين عبدوها وقدسوا كل ما يتعلق بها، إذ اعتقد المؤمنون بهم أن قوتهم حقيقيةً فعلًا. ورد في العديد من الروايات حول الأمم المجاورة لإسرائيل خوف الناس وتقديسهم لإله إسرائيل على الرغم من إيمانهم بتعددية الآلهة. على سبيل المثال، أشار الإصحاح الرابع في سفر صموئيل الأول إلى قلق الفلستيين قبل معركة أفيق الثانية، وذلك عندما علموا أن بني إسرائيل يحملون تابوت العهد -أي يهوه- إلى المعركة. مُنع بني إسرائيل من عبادة أي إله آخر، لكنهم لم يكونوا موحدين بالكامل قبل الأسر البابلي بحسب ما جاء في تفسيرات الإنجيل. يعتبر مارك إس. سميث هذه المرحلة شكلًا من أشكال الأحادية، إذ يعتقد أيضًا أن أيل ويهوه قد دُمجا معًا، وأنه قد ساد تقبل الطوائف حينها لعشيره في فترة القضاة (الفترة القبلية). فُسر سفر الملوك الثاني 3 : 27 باعتباره وصفًا لأحداث ذبيحة بشرية في موآب، إذ أسفرت عن خوف جيش بني إسرائيل الغازي من قوة كموش.